# 慶應義塾大学競走部
慶應義塾體育會競走部は、慶應義塾大学體育會の陸上競技チームである。関東学生陸上競技連盟に所属している。練習拠点は横浜市港北区および川崎市中原区。

## 概要
1917年創部。日本選手権・日本インカレなどで優勝者・上位入賞者を数多く輩出した。
2023年10月、第107回日本選手権リレー競技男子4×100mリレー走で83年ぶりに優勝を遂げた。

## 箱根駅伝
箱根駅伝の第1回大会に参加した4校のうちの1校。出場回数のべ30回を数え、優勝も1回あるが、第70回大会を最後に出場がない。これは特に戦後に波及した駅伝有害論（選手が故障したり選手寿命が尽きることを懸念するもの）を早稲田大学と協調して唱えて1951年の第27回大会出場を辞退したことが大きいと言われている。これにより選手が集まらなくなってしまい、箱根の道から遠ざかった（なお早稲田大学は大会への参加は継続している）。
ようやく1959年の第35回大会に予選会をクリアし復帰したものの、60-70年代は予選会はクリアするもシード権を獲得できず、1971年の第47回大会に出場した後は出場枠の多い記念大会であった第50回・第60回・第70回大会に出場できたのみであり、2000年代以降は予選会でも低迷が続いていた。
創部100周年となる2017年4月、駅伝強化を目的とする『慶應箱根駅伝プロジェクト』を開始。長距離コーチとして日本体育大学OBの保科光作が就任した。2019年8月、順天堂大学OBの小野裕幸が長距離コーチに就任。2022年度まで任に当たった。箱根駅伝プロジェクト開始以降は関東学生連合チームに毎年のように選手を輩出しており、箱根駅伝予選会の成績も徐々に持ち直している。しかしながら、慶應ではスポーツ推薦枠などで入学する手段がほぼ無いことから有力選手の獲得が難しく、部活動に自主性が求められる気風から部の強化が指導者と学生による努力とOB・OGや教員など周辺関係者の支援任せとなっており、活動資金を自分たちで賄わなければいけないといったことから、箱根駅伝へ向けて学校をあげた支援体制を築く他大学とは実力や環境面で差を付けられており、部の強化に難航が続いている。
タスキは第1回大会では水色、最後に本大会に出場した第70回大会では青・赤・青の3色を採用している。

## 主な出身者
男子
- 鈴木聞多
- 大江季雄
- 河野太郎
- 横田真人
- 山縣亮太
- 小池祐貴
- 廣瀬英行
- 豊田兼

女子
- 中村宝子
- 樺沢和佳奈